# Евтушенко, Александр Яковлевич
Александр Яковлевич Евтушенко (1940—2015) — российский и советский работник медицинской отрасли, профессор, действительный член Российской академии естественных наук, Польской академии медицины, международной академии имени Швейцера.

## Биография
Ректор Кемеровской государственной медицинской академии родился 30 декабря 1940 года в городе Колпашево Томской области в семье служащих.
Окончил Кемеровский государственный медицинский институт в 1963 г.; аспирантуру Кемеровского государственного медицинского института в 1966 г. Доктор медицинских наук, профессор. С 1966 по 1991 — ассистент, доцент, заведующий кафедрой патологической физиологии Кемеровского государственного медицинского института; с 1991 по 2007 — ректор Кемеровской государственной медицинской академии, позже — президент КемГМА; главный редактор журнала «Медицина в Кузбассе».
Автор 127 научных публикаций по проблемам патофизиологии экстремальных и терминальных состояний.
Его сын Станислав Александрович — заведующий отделением рентгенохирургических методов диагностики и лечения в Кузбасском Кардиологическом Центре, врач анестезиолог-реаниматолог высшей категории.
Умер 19 июля 2015 года.

## Награды
- Орден Почёта (1996)[2]
- Заслуженный работник высшей школы Российской Федерации (2004)[3]
- Почётный гражданин Кемеровской области (2010)[4]
- Бронзовый знак «За заслуги перед городом Кемерово» (2010)[5]
- Диплом и именная медаль академика В. А. Неговского и медаль Европейской академии естественных (Германия) наук «За особый вклад в медицину Критических состояний»[5]